# Championnat du Kazakhstan de hockey sur glace
La Pro Hokei Ligasy est le championnat de hockey sur glace du Kazakhstan.

## Équipes engagées

### Équipes
Le championnat du Kazakhstan de hockey sur glace compte pour la saison 2022-2023 douze équipes, regroupées dans une poule unique. En voici la liste :
| Équipe            | Ville     | Patinoire                              | Capacité | Création |
| ----------------- | --------- | -------------------------------------- | -------- | -------- |
| HK Almaty         | Almaty    | Halyk Arena                            | 3 207    | 1967     |
| HK Aqtóbe         | Aqtóbe    | Aqtöbe Arena                           | 2 500    | 2018     |
| Arlan Kökşetau    | Kökşetau  | Burabai                                | 1 600    | 2009     |
| HK Qulager        | Petropavl | Palais des Sports Alexandre Vinokourov | 1 100    | 2015     |
| Beibarys Atyrau   | Atyrau    | Hiuaz Dospanova                        | 800      | 2009     |
| Saryarqa HK       | Qarağandy | Qarağandy Arena                        | 3 207    | 2012     |
| HK Ertis Pavlodar | Pavlodar  | JSŞM                                   | 2 800    | 2004     |
| Gornák            | Rudny     | Gornäk Arena                           | 1 050    | 2000     |
| Torpedo           | Öskemen   | Palais des Sports Boris Aleksandrov    | 4 400    | 2009     |
| Nomad Astana      | Astana    | Barys Arena                            | 11 833   | 2007     |
| Snejnie Barsy     | Astana    | Barys Arena                            | 11 833   |          |
| Humo Tachkent     | Tachkent  | Humo Arena                             | 12 500   | 2018     |

## Palmarès
- 1993 : Torpedo Oust-Kamenogorsk
- 1994 : Torpedo Oust-Kamenogorsk
- 1995 : Torpedo Oust-Kamenogorsk
- 1996 : Torpedo Oust-Kamenogorsk
- 1997 : Torpedo Oust-Kamenogorsk
- 1998 : Torpedo Oust-Kamenogorsk
- 1999 : Bulat Temirtau
- 2000 : Kazzinc-Torpedo Oust-Kamenogorsk
- 2001 : Kazzinc-Torpedo Oust-Kamenogorsk
- 2002 : Kazzinc-Torpedo Oust-Kamenogorsk
- 2003 : Kazzinc-Torpedo Oust-Kamenogorsk
- 2004 : Kazzinc-Torpedo Oust-Kamenogorsk
- 2005 : Kazzinc-Torpedo Oust-Kamenogorsk
- 2006 : Kazakhmys Karaganda
- 2007 : Kazzinc-Torpedo Oust-Kamenogorsk
- 2008 : Barys Astana
- 2009 : Barys Astana
- 2010 : Sary Arka Karaganda
- 2011 : Beïbarys Atyraou
- 2012 : Beïbarys Atyraou
- 2013 : Ertis Pavlodar
- 2014 : Ertis Pavlodar
- 2015 : Ertis Pavlodar
- 2016 : Beïbarys Atyraou
- 2017 : Nomad Astana
- 2018 : Arlan Kökşetaw
- 2019 : Beïbarys Atyraou
- 2020 : Non décerné
- 2021 : Saryarka Karaganda
- 2022 : Saryarka Karaganda